# Cassidíneos
Cassidíneos (Cassidinae) é uma subfamília de besouros que contém cerca de 35 tribos. São conhecidos popularmente como besouros-tartaruga. Cassidinae é a segunda maior subfamília em Chrysomelidae (aprox. 2.850 espécies), com ampla diversidade na região tropical, principalmente na América do Sul. No Brasil são descritas 1.477 espécies, distribuídas em 140 gêneros. 
Dentre as características apresentadas pelo grupo, destaca-se o cuidado maternal. Apesar da ampla diversidade registrada para a subfamília, informações sobre a história natural e a dinâmica populacional de espécies do grupo ainda são escassas. Plantas hospedeiras de muitas espécies ainda são desconhecidas.

## Características
Possuem o corpo em formato de tartarugas, são pequenos, bonitos e coloridos, muitos possuem cores iridescentes que é uma das características dos crisomelídeos. 
Mas nem todos possuem essa aparência de tartaruga, a Barata-do-coqueiro é um exemplo disso. Barata-do-coqueiro é a designação comum a diversas espécies de besouros dos gêneros Mecistomela e Coraliomela, da família dos crisomelídeos, de ampla distribuição no Brasil. Tais insetos se alimentam de folhas novas dos coqueiros, sendo que seu nome é aplicado especialmente às suas larvas, que possui uma constituição oval e corpo flexível, muito diferente do animal em estágio adulto, que é um besouro de porte médio e geralmente de coloração avermelhada, com ainda algumas manchas negras nas patas e, no caso da espécie Coraliomela aenoplagiata, nos élitros. Eles assim como outros gêneros não possuem o formato de tartaruga que dá o nome popular a subfamília.  

## Alimentação
Os Cassidíneos constituem, em sua maioria, de especialistas em seu hábito alimentar, sendo muitas das espécies monófagas (alimentam-se de plantas de um único gênero) ou oligófagas (alimentam-se de espécies de diferentes gêneros dentro de uma família).
Os cassidíneos ocorrem, principalmente, em espécies da família Convolvulaceae, sendo registrados também em Asteraceae, Bignoniaceae, Solanaceae, Arecaceae e Lamiaceae.
Enquanto crisomelídeos normalmente se alimentam em plantas herbáceas, muitos indivíduos se alimentam de plantas mais "duras", como coqueiros, palmeiras e palmito.

## Hábitos
As espécies de Cassidinae têm forte interação com suas plantas hospedeiras, podendo passar todo seu ciclo reprodutivo em uma única ou em poucas plantas vizinhas.

### Comportamentos Subsociais
Diante da pressão imposta por seus inimigos naturais, cassidíneos desenvolveram diversas adaptações físicas, químicas e comportamentais que os permitem sobreviver aos diversos ataques. as características comportamentais encontradas na subfamília, a que mais se destaca é a subsocialidade. Insetos são considerados subsociais quando um ou ambos os pais permanecem em contato com a prole após a oviposição. Em Cassidinae, o comportamento surgiu, provavelmente, como uma adaptação à exposição das espécies aos inimigos naturais e às suas plantas hospedeiras de rápido crescimento. São registradas 24 espécies com cuidado maternal, descritas apenas na região Neotropical. Essas espécies pertencem às tribos Mesomphaliini e Eugenysini. O cuidado maternal na subfamília inclui a proteção física de todos os estágios imaturos até a emergência dos adultos. 
As espécies com cuidado maternal apresentam grande número de ovos por desova e gregarismo larval.  A cicloalexia, uma forma de gregarismo, é frequentemente associada a esse comportamento.  A cicloalexia é um mecanismo de defesa das larvas, no qual elas se posicionam em círculo com a cabeça ou a porção final do abdômen voltada para a periferia. Em larvas de Cassidinae a parte defensiva da larva é a porção final do abdômen, no qual estão fixados os anexos exúvio-fecais ou anexos fecais. Pelo menos 15 gêneros de Cassidinae apresentam espécies com o comportamento de cicloalexia.

## Predação
Devido à baixa mobilidade e restrição à fonte de alimento e habitat, são alvos previsíveis de inimigos naturais. Cassidíneos sofrem ataque por espécies de diversos táxons: Nematoda, Fungi, Protozoa, aves e diversos Artrópode como Araneae, Heteroptera, Coleoptera, Diptera, Lepidoptera, Orthoptera e Hymenoptera. Dentre os insetos, os Hymenoptera destacam-se como o grupo mais importante na mortalidade em todos os estágios imaturos dos cassidíneos.

## Defesa
Eles possuem um interessantíssimo mecanismo de defesa baseado na estruturas de seus pés e carapaça. Seus pés possuem um complexo conjunto de estruturas microscópicas que permitem que ele se apegue à folha de tal forma que  se torna praticamente impossível a um predador fazê-lo soltar, enquanto recolhe suas antenas e mantém sua carapaça rente à folha, tornando inacessível as estruturas moles de seu corpo.

## Gerações
Cassidíneos de regiões tropicais e subtropicais podem apresentar mais de uma geração anual, sendo classificados como espécies bivoltinas (duas gerações por ano) ou multivoltinas (mais de duas); já as espécies de regiões temperadas são, normalmente, univoltinas. A ocorrência desses organismos ao longo do ano tem sido correlacionada a fatores bióticos, como a planta hospedeira (fenologia) e abióticos (temperatura e precipitação). Essas espécies tendem a apresentar época reprodutiva bem definida (durante a estação mais quente e úmida), podendo entrar em diapausa nos períodos de seca.

## Distribuição geográfica
A subfamília Cassidinae distribui-se por quase todo o continente americano, apresentando-se nos países: Argentina, Belize, Bolívia, Brasil, Canadá, Chile, Colômbia, Costa Rica, Cuba, Curaçau, Dominica, El Salvador, Equador, Estados Unidos da América, Granada, Guadalupe, Guatemala, Guiana, Guiana Francesa, Honduras, Jamaica, Martinica, México, Nicarágua, Panamá, Paraguai, Peru, Porto Rico, República Dominicana, Suriname, São Vicente e Granadinas, Trinidad e Tobago, Uruguai e Venezuela.

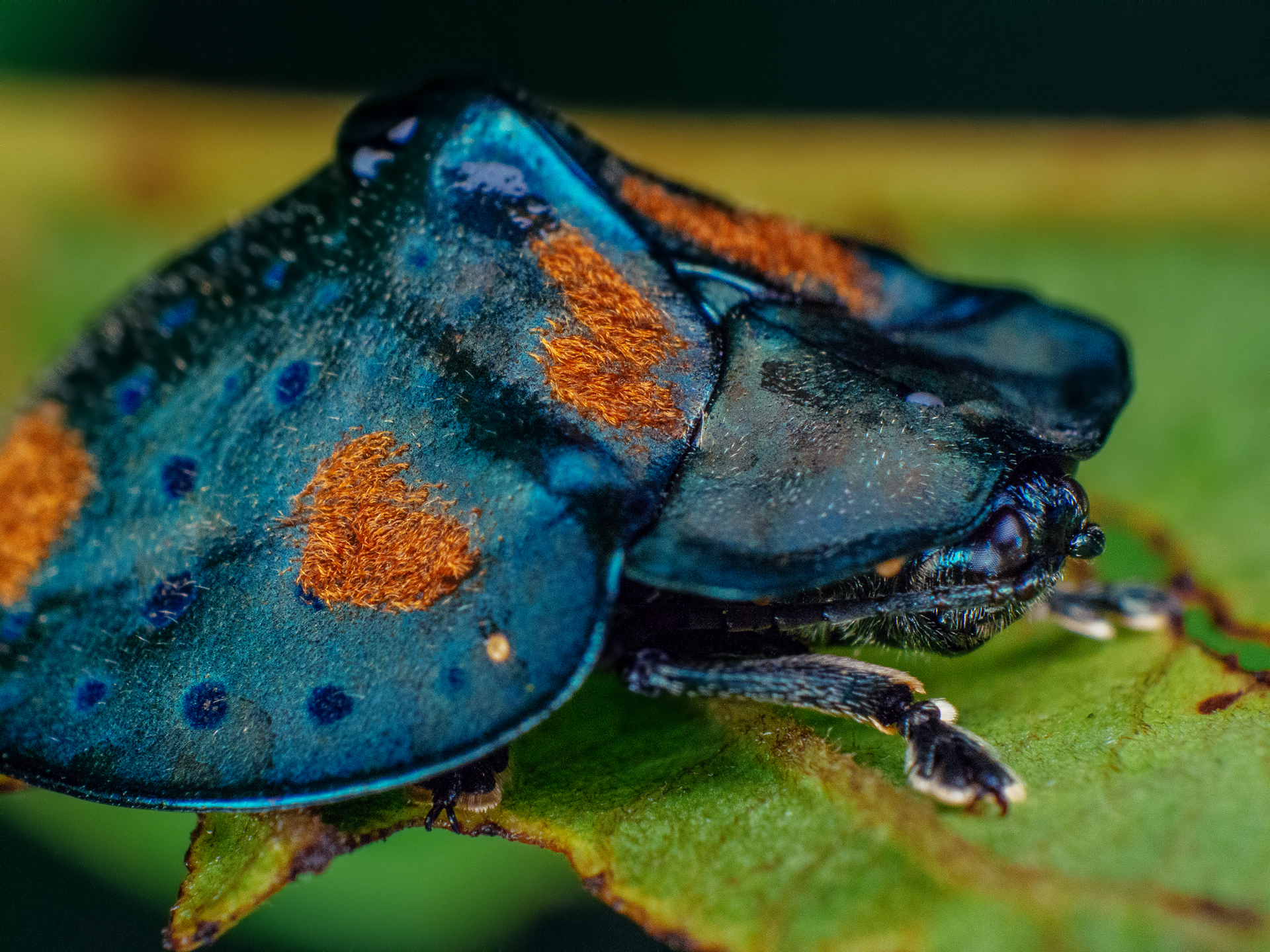
Stolas cf. conspersa em Minas Gerais.